# Katterjaure
Katterjaure (nordsamiska:Gátterjávri) är en sjö i Kiruna kommun i Lappland som ingår i Torneälvens huvudavrinningsområde. Sjön har en area på 2,09 kvadratkilometer och ligger 708,2 meter över havet. Sjön avvattnas av vattendraget Katterjåkka (nordsamiska:Gátterjohka). Sjön klyvs i nord-sydlig riktning av norsk-svenska gränsen. Vid sjöns nordspets ligger Katterjaurestugan som drivs av Svenska fjällklubben.

## Delavrinningsområde
Katterjaure ingår i delavrinningsområde (759072-159447) som SMHI kallar för Utloppet av Katterjaure. Medelhöjden är 779 meter över havet och ytan är 7,26 kvadratkilometer. Det finns ett avrinningsområde uppströms, och räknas det in blir den ackumulerade arean 67,8 kvadratkilometer. Katterjåkka som avvattnar avrinningsområdet har biflödesordning 2, vilket innebär att vattnet flödar genom totalt 2 vattendrag innan det når havet efter 520 kilometer. Avrinningsområdet består mestadels av kalfjäll (81 procent). Avrinningsområdet har 1,32 kvadratkilometer vattenytor vilket ger det en sjöprocent på 18,2 procent.

## Galleri

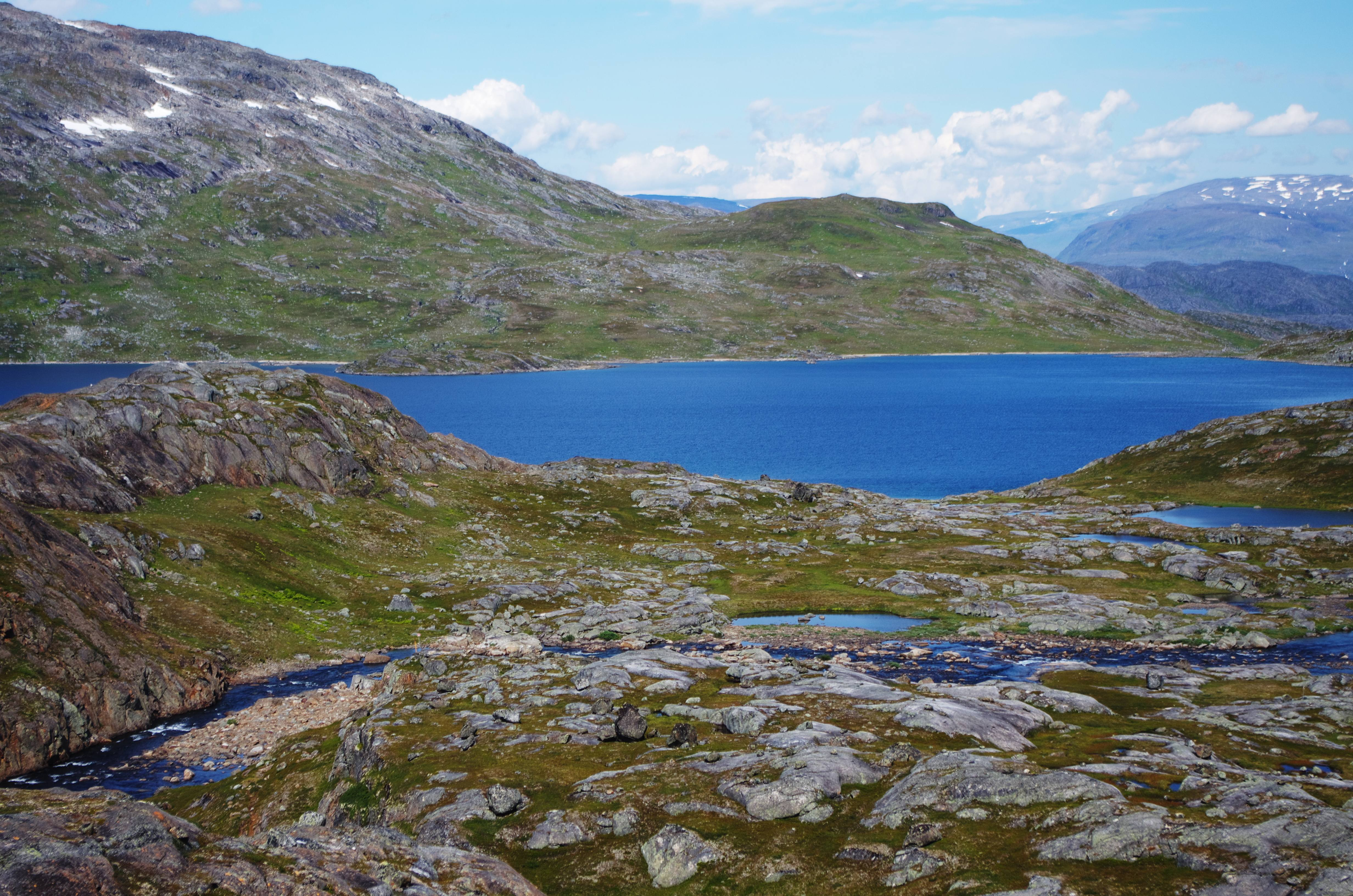
Katterjaure från söder.
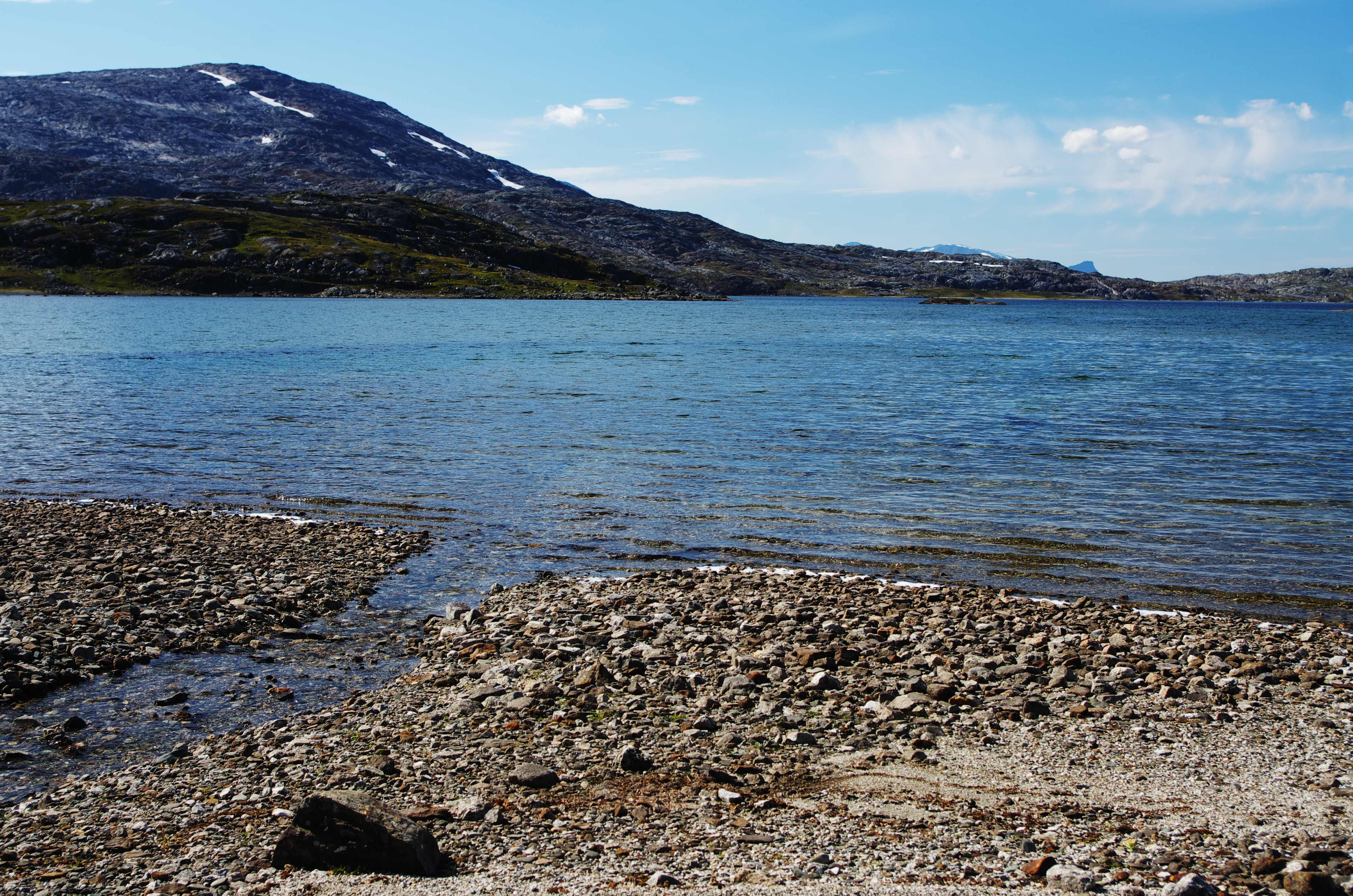
Katterjaure har varierande stränder med berghällar, fjällhedar och - som här - sandstränder.
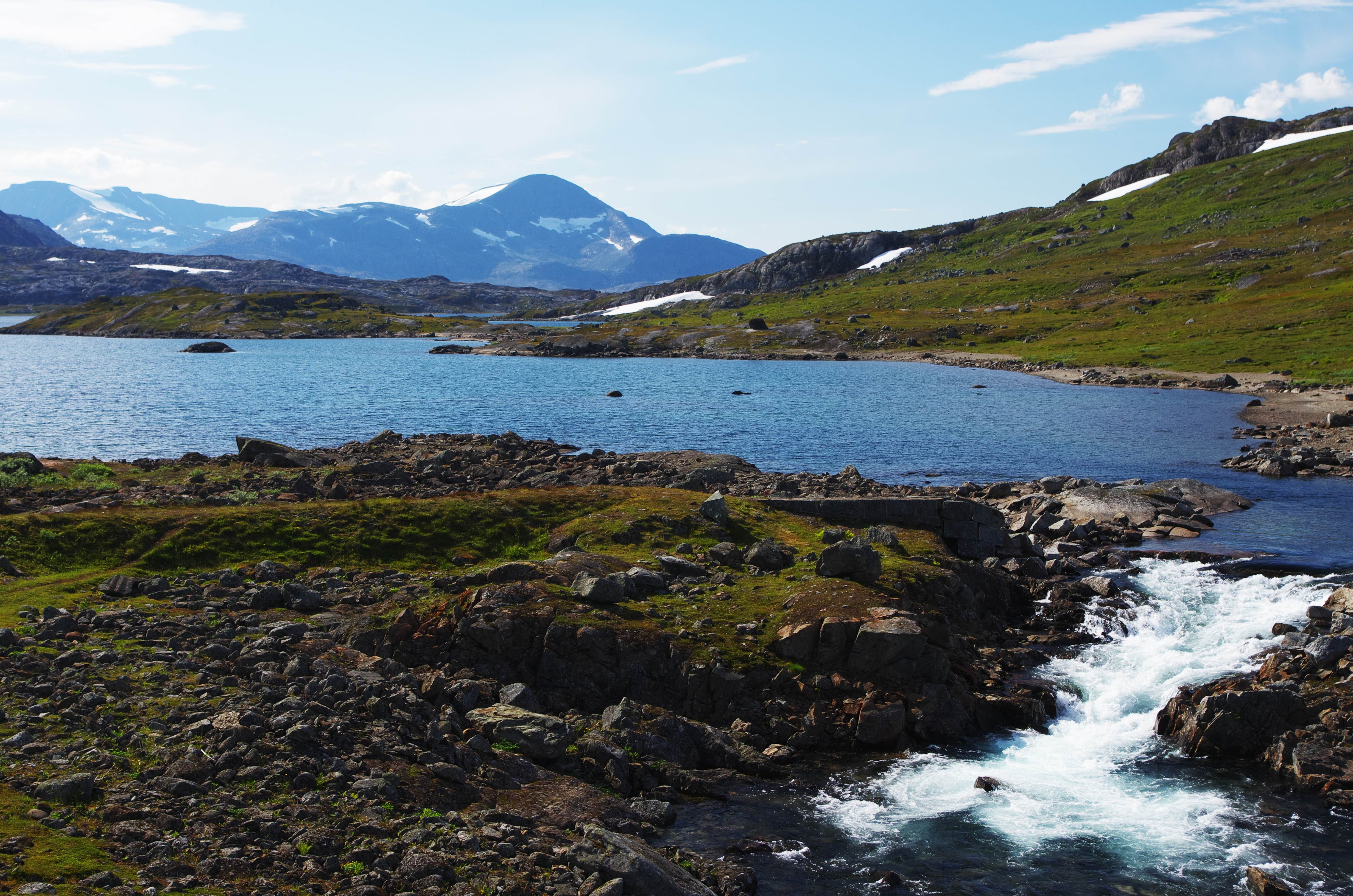
Sjön avvattnas av Katterjåkka i norr som mynnar i Vassijaure en knapp halvmil norr ut.